# يوسف أباد شاه ميرزا كندي
يوسف‌ أباد شاه ميرزا كندي هي قرية في مقاطعة أرومية، إيران. عدد سكان هذه القرية هو 58 في سنة 2006.